# کریستین استابروک
کریستین استابروک (انگلیسی: Christine Estabrook؛ زادهٔ ۱۳ سپتامبر ۱۹۵۲) یک بازیگر سینما، و هنرپیشه اهل ایالات متحده آمریکا است. وی از سال ۱۹۷۹ میلادی تاکنون مشغول فعالیت بوده‌است.

## بخشی از فیلم‌شناسی
- دیوار پینک فلوید (۱۹۸۲)
- دریای عشق (۱۹۸۹)
- بی‌گناه (۱۹۹۰)
- مظنونین همیشگی (۱۹۹۵)
- مرد عنکبوتی ۲ (۲۰۰۴)
- بچه را بگیر (۲۰۰۴)